# Cibuluh (Kalipucang)
Cibuluh is een bestuurslaag in het regentschap Ciamis van de provincie West-Java, Indonesië. Cibuluh telt 2729 inwoners (volkstelling 2010).